# Kviðuháttr
Der Kviðuháttr ist ein stabreimendes Versmaß der skaldischen Dichtung. Es zeichnet sich durch den Wechsel von drei und viersilbigen Halbversen aus.

## Etymologie
Das altnordische Wort kviða bedeutet „Gedicht“ oder „Lied“; háttr ist eigentlich eine „Art und Weise“, wird aber in der Edda in der Bedeutung „Versmaß“ verwendet. Die Übersetzung von Kviðuháttr als „Liederversmaß“ ist somit zutreffend. Aber nur wenige Lieder (in der Regel als Kviða bezeichnet vgl. Völundarkviða) verwenden den Kviðuháttr. Der Name sagt in diesem Falle nichts über das verwendete Versmaß aus.

## Aufbau
| Veitk Eysteins enda folginn lokins lífs á Lófundi, ok sikling með Svíum kóðu józka menn inni brenna. Ynglingatal 23 | Anvers, Langzeile 1 Abvers Anvers, Langzeile 2 Abvers Anvers, Langzeile 3 Abvers Anvers, Langzeile 4 Abvers Gliederung | 3 4 3 4 3 4 3 4 Silben |  | Ich-weiß Eysteins endete verborgen schloß ab Leben auf Lofund und den Sikling mit Schweden sagte man jütische Männer verbrannten Wörtliche Übersetzung |  |

(„Ich weiß, dass Eysteins Leben auf Lofund endete und man sagte, dass jütische Männer den König zusammen mit (anderen) Schweden verbrannten.“)
Eine Kviðuháttrstrophe besteht aus mehreren silbenzählenden Langzeilen. Die Anverse haben immer drei, die Abverse immer genau vier Silben. An- und Abvers einer Langzeile werden durch den Stabreim verbunden. Verständlicherweise sind zwei Stäbe in den dreisilbigen Anversen eher selten (Schema 1 2 3 4). Es überwiegen daher die Stabstellungen 1 2 3 4 und 1 2 3 4.

## Verwendung
Der Kviðuháttr ist ein skaldisches Versmaß. Er taucht also nur in der Skaldendichtung, aber nicht in den Eddaliedern auf. Unter den Werken im Kviðuháttr ist vor allem die Ynglingatal zu nennen, aber auch die Háleygjatal, die norwegische Königsliste (Nóregs konungatal) und die Hákonarkviða des Skalden Sturla Þórðarson.
Das Versmaß tritt somit hauptsächlich in Werken auf, in denen Könige eines Geschlechts der Reihe nach aufgezählt werden (meist mit einem Gott als Stammvater). Vereinzelt lässt sich aber auch ein Preis- oder Klagelied im Kviðuháttr finden.